# La Nuit des abeilles
La Nuit des abeilles est un roman pour la jeunesse de Jean Siccardi paru en 2000 aux Éditions Albin Michel Jeunesse, dans la collection Le Furet enquête.

## Personnages
- De la collection (permanents)
  - Yannick Lefuret dit le Furet (14 ans), orphelin, sous la tutelle de ses tante et oncle. « Son  avidité et sa soif à pénétrer les mystères insolites et parfois anodins le titillaient, défaut ou qualité qui lui avaient valu le sobriquet de ‘’Furet’’ ».
  - Loubia, la savante, la futée (14 ans), amie d'enfance du Furet.
  - Martha, la tante de Yannick.
  - Yves, l'oncle de Yannick.
  - Le camion Mercedes, un vrai personnage qui sert de logis et de snack à Yannick et ses tuteurs.
- De l'ouvrage 
  - Le Colonel, un ancien militaire, montagnard et apiculteur,  revenu sur ses terres.
  - Zoé, la fille du Colonel, passionnée d'astronomie.
  - Hernando, contremaître sur le chantier du canal.
  - Pablo, adolescent portugais esclave.
  - Alphonse Marmosa, le Maire.
  - Gérald le beauf, garde municipal.
  - Gustave et Nène, jeunes du village.
  - Marc-Aurèle Landru, gendarme adjudant-chef.
  - Ortega, grand bandit recherché par Interpol.
  - Simon, berger

## Résumé
Avec leur camion Mercedes, Yannick, dit le Furet, sa tante Martha et son oncle Yves débarquent à Misaire-le-Haut, un village provençal. Un chantier est en cours sur le fleuve côtier la Siagne et ils comptent vendre des pizzas aux ouvriers.
Ils sympathisent avec le Colonel, un ancien militaire devenu apiculteur, et sa fille Zoé. Avec l'aide de cette dernière, Yannick découvre l'existence d'un trafic d'enfants esclaves et des ouvertures se produire mystérieusement dans la montagne. Il communique les numéros d'immatriculation de trois véhicules à Loubia, restée à Malakoff, afin d'enquêter sur les propriétaires, via internet. Très vite elle leur apprend qu'un des véhicules appartient à Alphonse Marmosa, le Maire de Misaire, le second à une société portugaise dirigée par un certain Ortega et le dernier à une filiale de cet Ortega, dont Marmosa, Directeur, a eu frauduleusement le monopole du chantier du canal.
Le Furet et Zoé racontent leur intrigante découverte à leurs parents.
Pour le Colonel, un vieux chantier ferroviaire abandonné, plein de tunnels et d'anciennes plates-formes tournantes cachées par la végétation justifieraient les ouvertures étranges dans la montagne.
Pour avoir un œil sur les lieux, Yves se fait embaucher au chantier en remplaçant Hernando, un contremaître démissionnaire et ancien client de Martha au Mercedes. 
Il trouve aussi Pablo dans le coffre du véhicule, un jeune portugais esclave évadé qui cherche leur protection.
Une semaine a passé, Loubia écrit un nouveau mail où elle annonce que Ortega est recherché par Interpol. 
Une nuit, à l'occasion d'une nouvelle livraison d’enfants esclaves, les 5 compagnons aidés de Pablo tendent un piège avec les abeilles du Colonel, libérées et excitées par du jus de tomates de Martha. La gendarmerie, avec l’adjudant chef Landru, ami du Colonel, arrive et arrête les trafiquants dont Ortega, le Maire et le garde municipal. Elle s’occupe bien évidemment des jeunes esclaves enfermés. La gendarmerie était informée de ce trafic international mais le stratagème des intervenants et des abeilles a avantageusement précipité les choses. Le Colonel profite de cet évènement pour faire sauter le chantier du canal avec de la dynamite et rendre à la Siagne son cours originel. Pablo peut immédiatement retourner chez lui grâce au salaire que Yves avait mis de côté pendant son éphémère emploi. C’est le moment des adieux, la famille du Furet part pour la station de ski de Gréolières, le Colonel range ses abeilles et ses ruches, Zoé et Yannick se séparent tendrement.

## Editions
- Éditions Albin Michel Jeunesse, Paris, 2000, 192 p.  (ISBN 2-226-11235-9)[1], dans la collection Le Furet enquête, dirigée par Franck Pavloff.

Cette collection regroupe des fictions policières que plusieurs écrivains racontent avec 4 personnages principaux identiques.
Parmi ces auteurs et cette collection, outre Jean Siccardi et Franck Pavloff (Menace sur la ville - 1998), on trouve entre autres Mouloud Akkouche (Une marque d'enfer - 1999), Michel Chevron (La femme en noir - 1999) et Gérard Delteil (Fugue à Buenos Aires - 1999).